# Polythiazid
Polythiazid ist eine chemische Verbindung aus der Gruppe der Benzothiadiazine.

## Gewinnung und Darstellung
Polythiazid kann durch Kondensation von 4-Aminosulfonyl-5-chlor-2-methylaminosulfonylamlm mit 2,2,2-Trifluorethylthioacetaldehyddimethylacetal gewonnen werden.

## Eigenschaften
Polythiazid ist ein weißer Feststoff mit einer monoklinen Kristallstruktur mit der Raumgruppe Cc (Raumgruppen-Nr. 9).

## Verwendung
Polythiazid ist ein langwirkendes Diuretikum vom Benzothiadiazintyp. Die Wirkung beruht auf einer Hemmung der Natrium- und der Chloridrückresorption im frühdistalen Nierenkanälchen. Die Wirkung setzt innerhalb von 2 Stunden ein und hält 24 bis 48 Stunden an. Es wird zur Ödemausschwemmung und bei Hypertonie eingesetzt.